# Jussi Merklin
Jussi Merklin, dansk fuldmægtig og fagbogsforfatter, der vakte stor opmærksomhed i pressen i slutningen af 1970'erne.
Merklin var uddannet cand.polit. og havde været ansat i Danmarks Statistik (1969-71) og Indenrigsministeriet (1971-76) før han i Finansministeriets CPR-kontor blev ansvarlig for statens EDB-sikkerhed imellem 1976-78. På daværende tidspunkt var han en af de mest kyndige i det CPR-registersystem der indførtes i Danmark per 2. april 1968.
I denne periode viste opinionsundersøgelser at 80 % i den danske befolkning var imod CPR-registrering.

## Whistleblower
I slutningen af 1970'erne blev Merklin whistleblower lang tid før begrebet vandt indpas i sproget, da han gjorde opmærksom på myndighedernes overtrædelse af loven i forbindelse med CPR-registreringer når registre samkøres, herunder eksempelvis de senere indberetninger til DAMD. Borgerne ejer deres CPR-nummer og oplysningerne tilknyttet nummeret, hvorfor det ikke uden videre må anvendes af andre instanser uden tilladelse. Merklin påpegede desuden demokratiske og ytringsfrihedsmæssige problemer derved, og sikkerhedsmæssige mangler i opbevaringen af dataene fra Kommunedatas side.
Myndighedernes tiltag mod Merklin blev en forflyttelse fra EDB-sikkerhedsansvarlig til ansvar for kantinedriften og siden ministerielle toiletter og til slut afskedigelse.
Sagen blev rejst i Folketinget i 1978. I 1979 modtog Merklin IKEA-Prisen for sit engagement for ytringsfriheden.

Det er blevet sagt om Merklin-sagen:
"Hans foresatte reagerede herpå ud fra en uskreven regel, som siden er blevet så meget desto mere kendetegnende for myndighederne i lignende sager: Det er slemt, hvis en embedsmand deltager i den offentlige debat; det er en skærpende omstændighed, hvis han udtaler sig om et aktuelt emne; det er en ekstra skærpende omstændighed, hvis han udtaler sig om et emne, som han har forstand på." (Jørgen Bitsch).

## Vor tid
I dag råder Det Centrale Personregister under Indenrigs- og Boligministeriets departement. CPR-registret har haft mange op- og nedture med især lækagesager. Som et ekko af Merklins advarsler oprettede en ung it-kyndig mand i 2013 hjemmesiden CPR-lotteri, hvor brugere kunne gætte politikeres CPR-numre, der var lette at få fat i forkyndte han. Med myndighedernes og bankernes vision for MitID per 2021, håber man en dag at kunne udfase brugen af CPR-numre i fremtiden, herunder forhindre identitetstyveri, i kraft af op til tre eller flere sikkerhedsled, der inkluderer personlig nøgleviser uden netadgang.